# به یاد داشته باشید به خیرگی
به یاد داشته باشید به خیرگی (به انگلیسی: Remember the Daze) یا زیبای معمولی فیلمی محصول سال ۲۰۰۷ و به کارگردانی جس مانافورت است. در این فیلم بازیگرانی همچون امبر هرد، کاترینا بیگن، ملونی دیاز، لیتون میستر، الکسا وگا، مارنت پترسون، بری لارسون، ویسلی جاناتان، آئورا هیملستین، کریس مارکت، جان رابینسون، لیندزی فونسکا، شان مارکت، خلو توماس، کارولین دلار، مویرا کلی، داگلاس اسمیت، استلا ماو و مایکل ولچ ایفای نقش کرده‌اند.